# 안진생
안진생(安珍生, 1916년 1월 28일 ~ 1988년 12월 24일)은 대한민국의 독립운동가이며 군인·외교관·정치인이다. 본관은 순흥(順興)이다. 독립운동가 안중근의 조카이고 역시 독립운동가인 안정근의 둘째 아들이다.

## 생애
1916년(호적상으로 1918년) 1월 28일 시베리아에서 안태훈의 아들 안정근과 이정서의 2남 4녀 중 둘째 아들로 태어났다. 이후 가족이 중국으로 망명을 하면서 함께 떠났고 중국 광둥 성 광저우를 비롯한 홍콩과 마카오에서 청년기를 보냈다. 그러나 그의 아버지 안정근은 1949년 상하이에서 끝끝내 대한민국을 귀국하지 못하고 사망하였다. 한편 그는 1934년 당시 마카오에서 성직을 하던 중국인 신부의 후원으로 인하여 이탈리아에 유학, 이탈리아 중국인 학생회 회장을 지냈고, 1945년 7월 베니토 무솔리니 정권에 대항하는 저항군에 가담해 활동하기도 했다. 이때 이탈리아 지하조직의 한 사람으로 저항군 비행기에 포탄을 실어나르는 역할 등을 하였다.
2차 대전 종전 후 제노아 조선소에 입사하여 근무하였고, 1947년부터 1953년까지 미국에서 회사원으로 생활했다. 이때 미국에 체류 중이던 이승만과도 교류를 하였으며 1953년 이승만의 제의를 받고 대한민국에 귀국하여 정착한다. 1954년 박태정과 결혼하였고, 해군에 입대하여 장교로 3년간 복무한 뒤 1958년 해군 대령으로 예편, 1958년에서 이듬해 1959년까지 한국독립당 국방과학행정특보위원을 지냈고 한국독립당 탈당 후 1959년 대한조선공사 부사장으로 부임하였다. 1962년 이탈리아 참사관으로 외교관 생활을 시작하여 프랑스 공사(~1969년), 네덜란드 대리대사(1969년 11월~1971년 2월) 등을 역임하며 주로 대한민국 정부의 차관을 들이는 협상을 주로 전담하였다. 자이레(現 콩고민주공화국) 대사(1971년 2월), 콜롬비아 대사 등에 임명되었고 1975년 버마(현 미얀마) 대사로 부임하였다.
1980년 외교안보연구원 본부 대사로 재직 중 전두환 정권에 의해 해임되었다. 당시 충격으로 뇌경색이 발병, 투병생활을 하였다. 1988년 12월 24일에 사망하였다.

## 가족 및 친척 관계
- 할아버지: 안태훈
- 할머니: 조마리아
- 백부: 안중근(安重根, 1879년 9월 2일 ~ 1910년 3월 26일)
- 숙부: 안공근
- 아버지: 안정근, 1949년 사망, 독립운동가
- 어머니: 이정서
- 부인: 박태정, 2021년 10월 사망
- 딸: 안기수, 1988년 서울올림픽 국제 레슬링협회장 역임, 2021년 3월 사망
- 딸: 안기려
- 누나 안혜생(安惠生)
- 형: 안원생(安原生), 미국 USIS, 미 국무성 직원 역임
- 누나: 안미생, 백범 김구의 큰며느리
- 자형: 김인
- 여동생: 안옥생(安玉生)
- 여동생: 안혜생(安惠生)

## 학력
- 1925년 홍콩 화런 천주교 학교(前) → 1928년 마카우 보스코 웨화 초등학교 졸업(1928년 2월)
- 1934년 마카우 웨화 천주교중고등학교 졸업(1934년 2월)
- 1941년 이탈리아 제노아 대학교 조선공학과 학사(1941년 2월)
- 1943년 이탈리아 제노아 대학교 대학원 조선공학과 공학석사(1943년 2월)
- 1946년 이탈리아 제노아 대학교 대학원 조선공학과 공학박사(1946년 8월)

### 명예 졸업
- 1959년 홍콩 화런 천주교 학교 명예 졸업장 수여

### 명예 박사 학위
- 한국해양대학교 명예 공학박사
- 오스트리아 레오벤 광공업대학교 명예 공학박사

## 참고
- http://weekly.chosun.com/site/data/html_dir/2008/03/11/2008031101201.html%5B깨진+링크(과거+내용+찾기)%5D
- http://weekly.chosun.com/site/data/html_dir/2004/08/26/2004082677005.html%5B깨진+링크(과거+내용+찾기)%5D
- http://www.danji12.com/sub_read.html?uid=50&section=
- http://weekly.chosun.com/site/data/html_dir/2004/08/26/2004082677006.html%5B깨진+링크(과거+내용+찾기)%5D